# Iggy Pop
Iggy Pop, nome artístico de James Newell Osterberg (Muskegon, 21 de abril de 1947), é um músico de rock dos Estados Unidos, além de ator ocasional. Designado o "Padrinho do Punk", ele foi o vocalista e letrista da banda de proto-punk The Stooges, que foi formada em 1967.
Em meados dos anos 1960, ele tocou bateria num grupo de garotos da sua escola, The Iguanas. O nome artístico, aliás, surgiu devido o nome da primeira música da banda colegial. Em 1969, surgia o The Stooges, com Ron Asheton na guitarra, Scott Asheton na bateria e Dave Alexander no baixo (que foi demitido após o segundo álbum, abrindo vaga para James Williamson, guitarrista, enquanto Ron assumia o baixo), banda que liderou durante cinco anos. Ao fim da banda, Iggy Pop decidiu partir para carreira solo.
Em 1977, recebeu a ajuda de seu amigo David Bowie para produzir seus dois primeiros álbuns solo: The Idiot, em março, e Lust for Life, em setembro. O primeiro disco incluiu a música "China Girl", que mais tarde seria sucesso na voz de Bowie no álbum Let's Dance, de 1983.

## Origens
Na infância, Iggy Pop era um garoto tímido e introvertido. Seu pai, Miguel, era professor de inglês em uma escola de segundo grau e treinador do time de baseball da escola Fordson (Dearborn, Michigan). Iggy foi criado em um camping para trailers em Ypsilanti, Michigan. Possui ascendência inglesa e irlandesa por parte de pai e norueguesa e dinamarquesa por parte de mãe. Seu pai foi adotado por uma família sueco americana e acabou ficando com o sobrenome Österberg.

## Carreira musical

### The Iguanas e The Prime Movers: 1960 até 1967

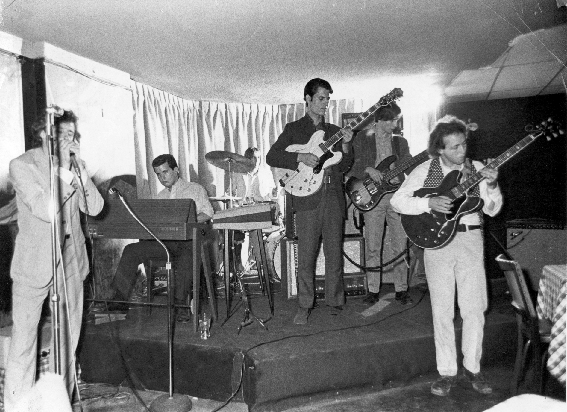
The Prime Movers.

Iggy começou sua carreira musical como baterista em diversas bandas de escola em Ann Arbor, Michigan. Uma das bandas era chamada "The Iguanas", foi de onde tirou parte de seu nome artístico "Iggy". Depois de tocar em bandas locais de blues como The Prime Movers (com os irmãos Dan e Michael Erlewine), ele entrou para a Universidade de Michigan e se mudou para Chicago para aprender mais sobre Blues. Durante sua estadia na cidade, tocou bateria como free lancer para diversas bandas locais com a ajuda de Sam Lay (na época baterista da Paul Butterfield Band) que compartilhou suas amizades com Iggy.

### The Stooges: 1968 até 1975
Inspirado pelos shows de blues que presenciou durante sua visita a Chicago e por bandas como The Sonics, MC5 e The Doors, ele formou a banda The Stooges, que tinha como integrantes Iggy nos vocais, Dave Alexander no baixo e os irmãos Ron Asheton na guitarra e Scott Asheton na bateria.
A principal influência para as performances de Iggy Pop no palco surgiu quando ele presenciou um show do The Doors em 1967 na Universidade de Michigan e ficou atônito com as palhaçadas e o antagonismo do cantor Jim Morrison. O comportamento extremo de Morrison no palco inspirou o jovem Iggy a ir além dos limites enquanto tocava. Iggy Pop é creditado como sendo o criador ou popularizador do stage dive, ato que fez pela primeira vez durante um show em Detroit. Seu comportamento no palco ainda incluía rolar sobre cacos de vidro, baixar as calças para o público e esfregar pedaços de carne ou manteiga de amendoim no peito.
Em 1968, um ano antes de lançar seu primeiro álbum, a banda assinou um contrato com a Elektra Records ao mesmo tempo que sua banda irmã MC5 fazia uma parceria com a gravadora. A banda de maior sucesso da gravadora na época era justamente o The Doors. Antes de assinar o contrato, Iggy fez um telefonema para Moe Howard (integrante do grupo de comédia televisiva Three Stooges) para perguntar se teria algum problema dele chamar sua banda de "The Stooges", Moe respondeu simplesmente "I don't care what they call themselves, as long as they're not the Three Stooges!" (traduzido livremente como: "Não me importa como eles se chamam, desde que não sejam os Três Patetas!") e desligou o telefone.
O primeiro disco da banda chamado "The Stooges" de 1969, foi produzido por John Cale do Velvet Underground e tinha na capa a identificação de Iggy como "Iggy Stooge". Segundo algumas fontes, metade das músicas do álbum foram compostas na noite anterior às sessões de gravação. O disco teve vendas pobres e quase nenhum sucesso comercial.
Em 1970, a banda lançou seu segundo disco, "Fun House", seguindo o mesmo marasmo comercial do primeiro disco, contava com mais um integrante, Steve Mackay tocando saxofone em algumas faixas como "1970", "Funhouse" e "L.A. Blues". Pouco tempo depois a banda se separou devido ao vício de Iggy em heroína.
Em 1971, Iggy conheceu David Bowie no clube Max's Kansas City em Nova York. Sua carreira ganhou um impulso a partir de seu relacionamento com Bowie, que levou Iggy e Lou Reed para Londres no ano seguinte (1972), com a pretensão de lançar carreiras solo dos dois pelo seu selo Mainman.
Após a contratação de James Williamson como guitarrista, eles saíram atrás de baixista e baterista, após não ficarem satisfeitos com nenhum músico durante inúmeras audições, Iggy e Bowie decidiram reunir os Stooges chamando os irmãos Asheton para Londres. Dave Alexander nessa época estava afundado no alcoolismo, o qual acabou o levando à morte em 1975.
Ron Asheton contrariado assumiu o baixo e deixou a guitarra para James Williamson. As gravações geraram o disco "Raw Power". Depois de seu lançamento, Scott Thurston foi adicionado à banda tocando teclado, e Bowie continuou com o suporte à banda, mas os problemas de Iggy com as drogas persistiram. O último show do Stooges acabou em uma briga entre a banda e um grupo de motoqueiros, documentado no álbum "Metallic K.O.". O abuso de drogas acabou paralisando novamente a carreira de Iggy por mais alguns anos.

### Bowie e Berlin: 1976 até 1978

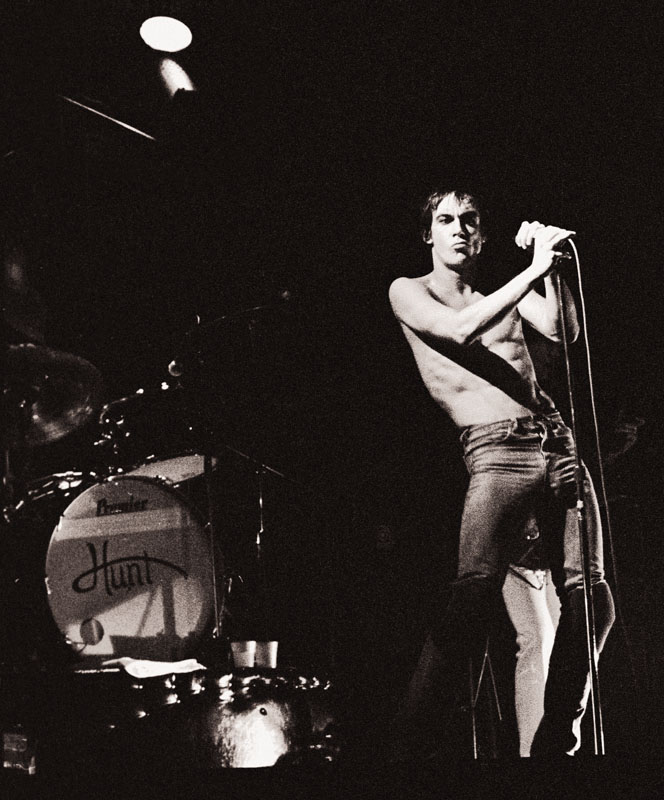
Outubro de 1977 no State Theatre, Minneapolis, Minnesota.

Depois da segunda separação do Stooges, Iggy fez algumas gravações com James Williamson, mas o lançamento dessas gravações foi feito somente em 1977 no álbum "Kill City"(creditado à Iggy Pop & James Williamson). Iggy não conseguia largar as drogas, chegou a se internar em um manicômio para tentar uma reabilitação. David Bowie foi um de seus visitantes, e continuou a ajudar seu amigo e colaborador, inclusive existem rumores de que Bowie contrabandeava cocaína para entregar à Iggy. Em 1976, Iggy acompanhou Bowie na turnê de "Station to Station". Esta foi a primeira exposição de Iggy a uma turnê profissional em grande escala, ele ficou impressionado, particularmente com a quantidade de trabalho de Bowie.
Os dois se mudaram para Berlin para se livrar dos vícios. Iggy Pop assinou um contrato com a RCA Records e Bowie ajudou a escrever e produzir os álbuns "The Idiot" e "Lust for Life" durante o ano de 1977. Os dois mais aclamados discos solo da carreira de Iggy, o último com outro time de irmãos, Hunt e Tony Sales, filhos do comediante Soupy Sales. Dentre as músicas que Bowie escreveu com Iggy estão "China girl", "Tonight" e "Sister midnight" (que foi gravada em seu álbum "Lodger" com letras diferentes sob o nome "Red money"). Nos shows David Bowie tocava teclado ao lado de Iggy Pop, algumas gravações podem ser ouvidas no disco "TV Eye" de 1978. Como troca, Iggy contribuiu fazendo backing vocal no disco "Low" de David Bowie.

### Anos na Arista Records: 1979 até 1981
Insatisfeito com a RCA, admitindo inclusive que o disco ao vivo "TV Eye" foi uma maneira rápida de se livrar do contrato de três discos, Iggy mudou para a Arista Records. Por esse selo ele lançou "New Values" em 1979. Esse álbum era algo como uma nova reunião do Stooges, contando com a produção de James Williamson e Scott Thurston tocando guitarra e teclado. Apesar de venerado pelos fãs, este álbum que conta com duas músicas com algum reconhecimento ("Five foot one" e "I'm Bored") não teve muito sucesso comercial.
O disco ficou mais famoso na Austrália e Nova Zelândia, o que levou Iggy a fazer sua primeira visita à Oceania. Enquanto estava em Melbourne, fez uma aparição memorável no programa de televisão "Countdown". Durante a sua performance anárquica de "I'm bored", Iggy não fez a mínima questão de fingir que estava dublando uma gravação e até mesmo tentou agarrar garotas adolescentes na plateia. Essa sua apresentação lhe rendeu uma ótima popularidade com os punks australianos, e desde então suas turnês sempre passam pela Austrália.
Durante as gravações de "Soldier" (1980), Iggy e James Williamson brigaram, James foi demitido aparentemente porque queria um tipo de som parecido com o que Phil Spector fazia em suas produções. Bowie aparece no disco fazendo backing vocals na música "Play it Safe". Esse disco e seu sucessor "Party" de 1981 foram fracassos comerciais, e Iggy foi largado pela Arista. Seu vício com as drogas havia diminuído, mas ainda persistia.

### Os anos 1980

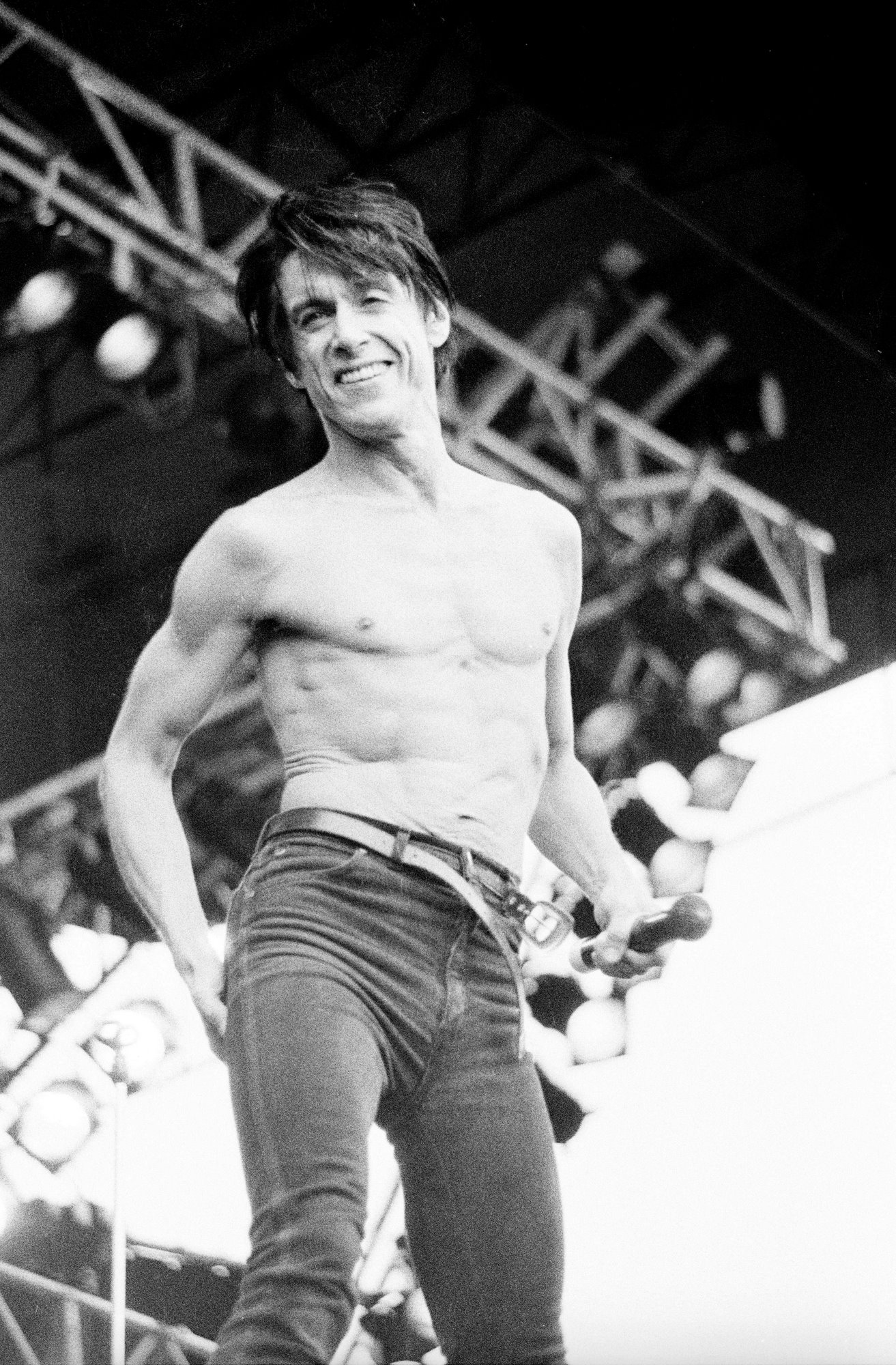
Iggy Pop no Festival Pinkpop em 1987.

Em 1980, Iggy publicou sua autobiografia "I Need More", co-escrita por Anne Weher, uma artista de Ann Arbor. O livro inclui uma seleção de fotografias em preto e branco e tem o prefácio escrito por Andy Warhol.
Em 1982 lançou o disco "Zombie Birdhouse" pelo selo Animal Records de Chris Stein, sob a produção do próprio Stein. Esse trabalho não teve mais sucesso que seus discos da Arista, mas novamente, em 1983 a sorte de Iggy mudou quando David Bowie gravou um cover "China Girl" para o disco "Let's Dance". Como o nome de Iggy estava nos créditos da música acabou recebendo royalties pelo sucesso. Em 1984, Bowie gravou outras duas músicas que haviam escrito juntos, "Tonight" e "Neighborhood Threat" para o álbum "Tonight", assegurando assim a segurança financeira de Iggy. A ajuda de Bowie fez com que Iggy pudesse tirar umas férias de três anos na qual se livrou do vício com heroína, fez aulas de ator e se casou.
Em 1984 Iggy participou da trilha sonora do filme "Repo Man"(br: A onda punk) com a música Repo Man.
Em 1985, Iggy gravou algumas demos com Steve Jones (ex-Sex Pistols), mostrou elas à David Bowie, que se ofereceu para produzir um novo disco que viria a ser "Blah Blah Blah". Jones participou das gravações de estúdio como guitarrista e inclusive acompanhou Iggy na turnê. Esse disco contava com um cover de "Real Wild Child", originalmente popular pelo pioneiro do rock australiano Johnny O'Keefe em 1959. O single dessa música atingiu o Top 10 no Reino Unido e teve sucesso pelo mundo todo e se mantém como o único sucesso comercial da carreira solo de Iggy. "Blah Blah Blah" foi o disco de Iggy que atingiu o maior número na parada da billboard desde "The Idiot"(1977), chegando em #75 no Top 200.
O lançamento seguinte de Iggy Pop foi "Instinct" (1988) foi uma reviravolta na sua carreira, com o som baseado em guitarras sujas é o mais parecido com o som do Stooges de toda a sua carreira solo até a época. A gravadora que estava satisfeita com o sucesso de "Blah Blah Blah" e esperava um disco similar, largou Iggy. Contudo, o programa de rádio "King Biscuit" lançou gravações da turnê de "Instinct" (com Andy McCoy na guitarra e Alvin Gibs no baixo) e teve um bom sucesso entre os fãs de Iggy, essas gravações foram lançadas sob diversos nomes diferentes somente invertendo a ordem das faixas, dentre os títulos estão "King Biscuit Flower Hour presents Iggy Pop" e "Live at NYC".

### Os anos 1990
Em 1990, Iggy gravou "Brick by Brick", produzido por Don Was, foi seu primeiro grande sucesso nos Estados Unidos com vendas acima das 500 mil cópias, atingindo o primeiro Top 40 de Iggy nos Estados Unidos com "Candy". O disco conta com participações de Slash do Guns n' Roses e Kate Pierson do B-52's, e ainda algumas bandas locais de Hollywood, das quais dois integrantes (Whitey Kirst e Craig Pike) formariam a banda para a turnê de Iggy, documentada em "Kiss My Blood" (1991). Esse vídeo teve produção do famoso diretor Tim Pope e foi filmado no Teatro Olympia em Paris. O vídeo atraiu muita controvérsia, por mostrar partes do show em que Iggy mostra seu pênis para a plateia.
Ainda em 1990, participou da ópera "The Manson Family" composta por John Moran. Também se envolveu no projeto Red Hot + Blue, cantando uma versão de "Well Did You Evah!", um dueto com Deborah Harry.
Em 1991, Iggy e Whitey Kirst contribuíram com a música "Why was i born (Freddy's Dead)" para a trilha sonora do filme "Freddy's Dead: The Final Nightmare".
Em 1992, participou com Goran Bregović da trilha sonora do filme "Arizona Dream". Iggy cantou quatro músicas: "In the deathcar", "TV Screen", "Get The Money" e "This Is A Film". Também participou da gravação da música "Black Sunshine" da banda White Zombie.
Em 1993, lançou o álbum "American Caesar", incluindo dois singles de sucesso, "Wild America" e "Beside You". Também participou da gravação do disco "Giant Robot" de Buckethead e "Systeme D" de Les Rita Mitsouko.
Em 1995, Iggy teve novo sucesso no mainstream quando sua música de 1977, "Lust fo Life" apareceu na trilha sonora do filme Trainspotting. Um novo clipe foi gravado para a música. A música também serviu como trilha de um comercial da Royal Caribean Cruise Lines e como tema do programa de televisão "The Jim Rome Show".
No mesmo ano, lançou o disco "Naughty Little Doggie", com Whitey Kirst retornando à guitarra e o single "I Wanna Live".
Em 1997 remixou o disco "Raw Power", deixando-o com um som ainda mais cru e sujo, segundo as reclamações dos fãs, David Bowie havia deixado o som enlamaçado e com os graves deficientes. Iggy escreveu nas notas do novo lançamento que no novo mix tudo ficou no vermelho ("Everything's still in the red").
Co-produziu seu novo disco "Avenue B" com Don Was em 1999, lançando o single "Corruption" e gravando um cover da antiga música "Shakin' All Over" de Johnny Kidd & The Pirates.

## Carreira recente
Em 2000 participou das músicas "Rolodex Propaganda" e "Enfilade" da banda At the Drive-In.

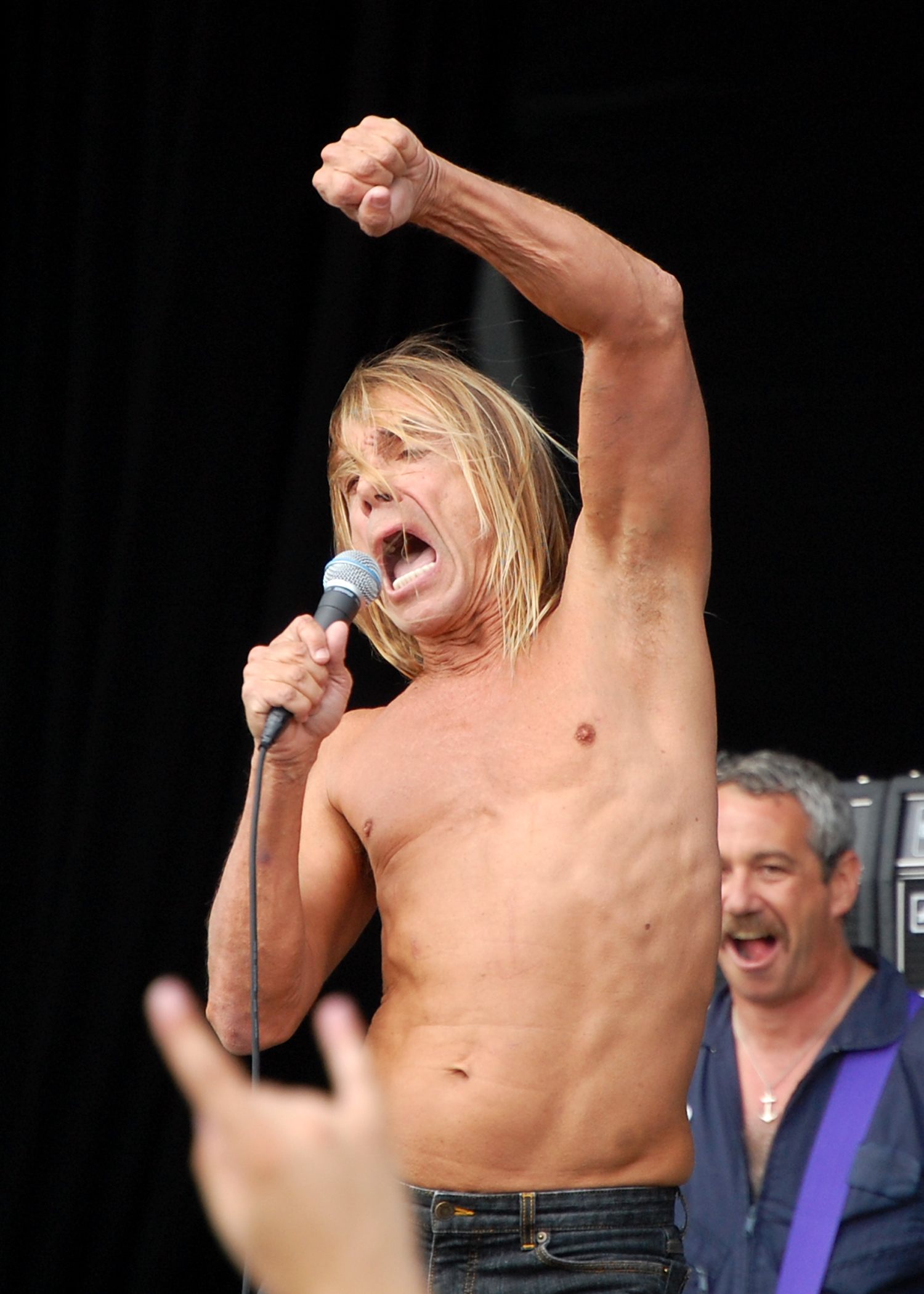
Iggy Pop em agosto de 2008.

Em 2001 gravou o álbum "Beat 'Em Up" com a banda de apoio The Trolls. A turnê deste álbum foi adiada devido ao assassinato de um dos integrantes da banda, Lloyd "Mooseman" Roberts (ex-Body Count). Mesmo assim eles se apresentaram no The Late Show with David Letterman tocando a música Mask. Essa aparição ficou famosa por Iggy fazer uma performance enérgica junto a plateia com um brócolis pendurado no pescoço. Durante a música ele despedaçou o vegetal e atirou no público.
Em 2002 participou cantando a música "Fix Me" para o álbum "Rise Above: 24 Black Flag Songs to Benefit the West Memphis Three", que é um trabalho organizado por Henry Rollins contando com a participação de diversos artistas fazendo cover de músicas do Black Flag em benefício de três meninos acusados de assassinato e sentenciados à penas severas mesmo sem provas suficientes. Os garotos ficaram conhecidos como "The West Memphis Three".
Em 2003 lançou o álbum "Skull Ring", com participações especiais dos convidados Sum 41, Green Day, The Trolls e Peaches. Para esse disco Iggy se reuniu com os membros sobreviventes do Stooges para a gravação de três músicas ("Little Eletric Chair", "Skull Ring" e "Dead Rock Star"). Eles não tocavam juntos desde 1974.
No mesmo ano Iggy participou da gravação da música "Kick it" do Peaches. Foi lançada sua biografia completa "Gimme Danger - The Story of Iggy Pop" (por Joe Ambrose). Iggy não colaborou nem aprovou publicamente o livro.
Após ter feito as gravações com os irmãos Asheton, Iggy resolveu reunir o Stooges de vez. Convidou Mike Watt (baixista fundador do Minutemen) para ocupar o lugar de Dave Alexander e ainda trouxe o saxofonista Steve Mackay de volta para a banda. Desde 2004 fizeram turnês regularmente, até a morte de Ron Asheton em janeiro de 2009. No final do mesmo ano o guitarrista  James Williamson tomou o lugar de guitarrista na banda para começar uma nova turnê, à qual teve o primeiro show no festival "Planeta Terra", em São Paulo. O repertório das turnês com Williamson incluem músicas da carreira solo de Iggy Pop e também do álbum Raw Power.
Em 2007 os Stooges gravaram um novo disco de estúdio, "The Weirdness", que teve a produção de Steve Albini. No mesmo ano outra biografia de Iggy foi lançada, "Open Up and Bleed" (por Paul Trynka).
Em 2008 tocaram versões das músicas "Burning Up" e "Ray of Light" na indução de Madonna no Rock and Roll Hall of Fame. De acordo com o guitarrista Ron Asheton, Madonna pediu para que os Stooges tocassem no seu lugar como forma de protesto ao Hall da Fama do Rock and Roll, por não ter induzido o "The Stooges" mesmo tendo eles aparecido seis vezes na cédula de nomeações.
Em junho de 2009, Iggy lançou um disco solo, "Préliminaires", inspirado na novela em francês do autor Michel Houellebecq chamada "La Possibilité d'une île" (traduzido para o inglês como "The possibility of an island), Iggy tinha sido convidado a fazer a trilha sonora para um documentário que Michel iria fazer para a novela. Este disco tem influências de jazz clássico lembrando Louis Armstrong e Jelly Roll Morton, o material deste álbum é bem diferente de tudo que Iggy já fez em sua carreira, contém inclusive uma versão para a música "Insensatez" ("How Insensitive") de Tom Jobim.
Em janeiro de 2009, Iggy Pop estrelou em uma campanha com orçamento de 25 milhões de libras para a seguradora britânica Swiftcover, pouco tempo depois o anúncio foi banido e a empresa processada por propaganda enganosa, conforme reportado na imprensa europeia, a Swiftcover não faz seguros para artistas. O órgão Advertising Standards Authority que é uma agência reguladora de seguros no Reino Unido concluiu que como o anúncio foi feito por um músico famoso o público poderia entender que a empresa trabalha no mundo do entretenimento, e tal ideia não confere com a realidade.
Em março de 2010 Iggy and The Stooges foi induzido ao Rock and Roll Hall of Fame.
Após um acidente em março de 2010, no qual Iggy se atirou do palco e a plateia não o segurou, deixando-o cair no chão, ele anunciou que não faria mais stage-dive, que de qualquer forma estava velho demais para tal proeza, no entanto já o fez em várias ocasiões desde então, citando apresentações em Madrid, Zottegem e Londres.

## Discografia
Iggy começou sua carreira musical com o The Iguanas, com essa banda foram feitas gravações lançadas somente em 2000 no disco chamado "Jumpin With The Iguanas". Com sua segunda banda, essa com uma fama local um pouco maior, o "The Prime Movers", foram feitas somente gravações amadoras, que podem somente ser encontradas na internet, nunca tendo sido lançadas.
Ao sair do The Prime Movers, formou o The Stooges, a carreira da banda durou poucos anos, ao assinarem um contrato com a gravadora Elektra que na época era voltada mais para o estilo Folk, a banda gravou seus dois primeiros discos "The Stooges" e "Fun House", com quase nenhum sucesso comercial e pelos problemas dos integrantes com drogas e álcool, acabaram se separando, Iggy Pop foi para Londres com David Bowie e algum tempo depois, a banda se reuniu e gravou então o terceiro disco de estúdio, "Raw Power", com James Williamson assumindo a guitarra e Ron Asheton no baixo. O último show da banda foi documentado em gravações que seriam lançadas anos mais tarde sob o nome "Metallic K.O.".
A parceria com David Bowie foi continuada, Iggy Pop começou sua carreira solo com o disco "The Idiot" em 1977, e no mesmo ainda lançou outros dois álbuns, "Lust for Life" e "Kill City", esse último com a participação de James Williamson na guitarra. A turnê de 1977 com participação de Bowie no teclado pode ser ouvida em "TV Eye Live 1977".
Em 1979 com a produção de Williamson foi lançado "New Values", o primeiro de uma série de três discos pela Arista Records. "Soldier" de 1980 teve a participação do ex-Sex Pistols Glen Matlock e "Party" de 1981 teve Ivan Kral guitarrista da banda de Patti Smith. A gravadora não ficou satisfeita com a falta de sucesso comercial dos álbuns e contrato então teve seu fim. Uma compilação das principais músicas desses discos foi feita sob o nome "Pop Songs (Arista Anthology)".
Iggy Pop lançou ainda três discos de estúdio na década de 1980, "Zombie Birdhouse" pela pequena gravadora do guitarrista Chris Stein da banda Blondie, este disco foi o maior fracasso comercial de sua carreira. No álbum seguinte "Blah Blah Blah" de 1986 foi tomado um rumo diferente na produção de suas músicas, foram mais direcionadas para o lado pop, essa mudança surtiu efeito, a música "Real Wild Child" alcançou o Top 10 das paradas no Reino Unido. Mas o sucesso não durou muito tempo, no seu próximo lançamento, "Instinct", Iggy apostou em guitarras sujas e alcançou somente o 37.º lugar nas paradas americanas com o single "Cold Metal".

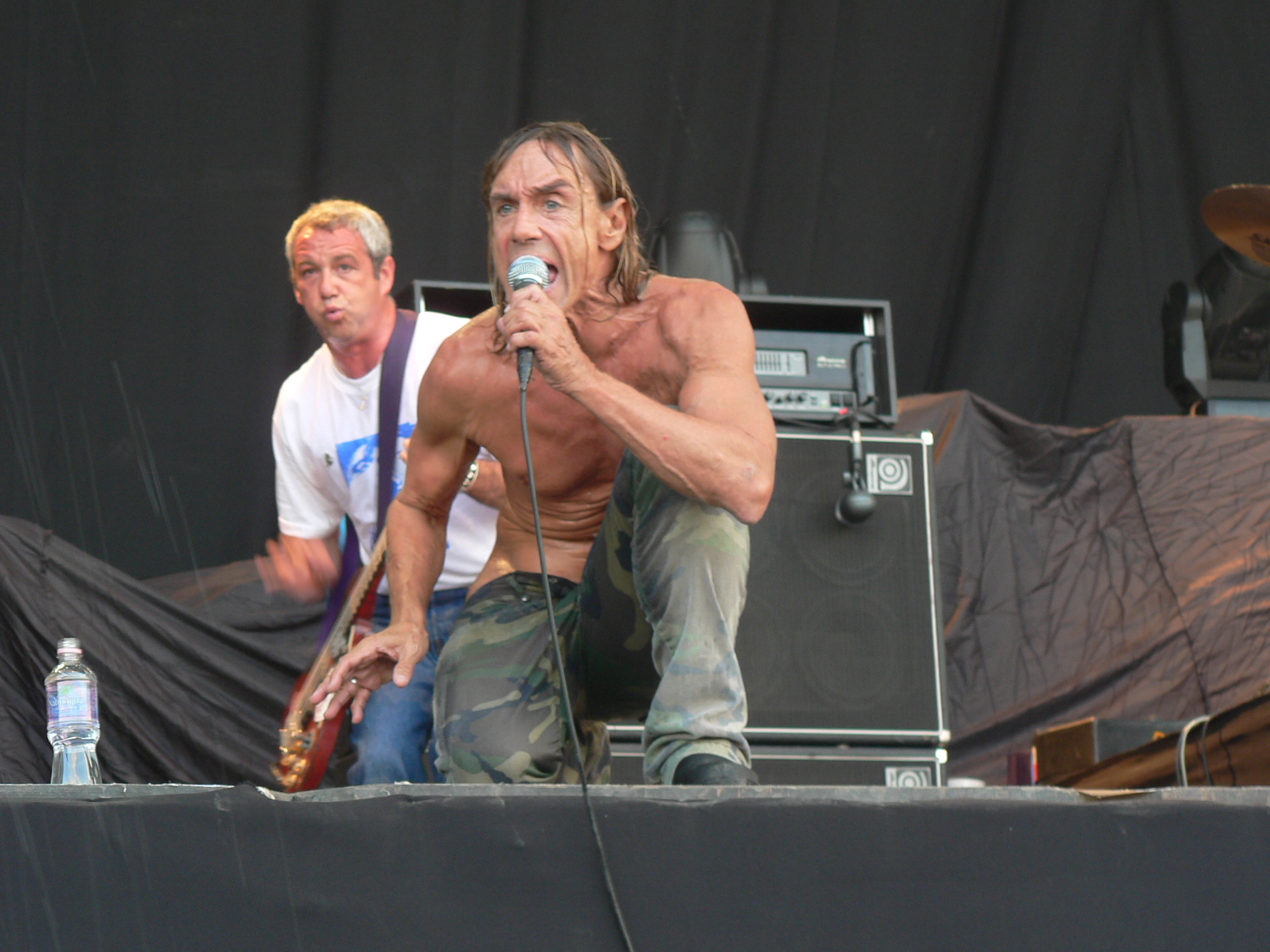
Iggy Pop no "Sziget Fest 2006" em Budapeste.

"Brick by Brick" de 1990 foi o começo de Iggy na Virgin Records, onde Iggy se firmou e continua até hoje, dois singles deste disco chegaram ao Top 10 de música alternativa dos Estados Unidos, "Home" e "Candy".
Novamente em "American Caesar" de 1993, apareceram músicas mais pesadas e cruas, não obteve o mesmo sucesso anterior, mas nessa época Iggy já havia se tornado bastante famoso internacionalmente, sendo um dos mais apreciados no circuito underground. Na década de 1990 lançou mais dois discos, "Naughty Little Doggie" e "Avenue B", sem sucesso nas paradas.
Em 2001 foi formada a banda The Trolls para a gravação de "Beat 'Em Up", essa era a banda de apoio de Iggy em suas turnês, tendo ela participado também do seu próximo disco "Skull Ring", cujo lançamento trazia uma grande novidade, a reunião dos The Stooges. A partir do lançamento de Skull Ring, os Stooges começaram a fazer turnês mundiais tocando as músicas dos dois primeiros discos da carreira. Em 2007 lançaram o disco "The Weirdness" que foi muito criticado por ser considerado inferior ao material lançado na década de 1970. Em 2009, foi convidado para fazer a trilha sonora para um programa televisivo, e acabou se inspirando para o lançamento de "Préliminaires" com influências de Jazz e músicas de New Orleans.
Em entrevistas durante os anos de 2010 e 2011, Iggy Pop afirmou que será lançado um novo disco de estúdio pelos Stooges com novo material no início de 2012, contando agora com James Williamson na guitarra.

## Filmografia
- 2016: Post Pop Depression
- 2013: Les Gamins - Grandes Garotos
- 2003: Coffee and Cigarettes
- 2000: Quebrando o Gelo
- 1998: Rugrats, o Filme
- 1998: Grandes Esperanças
- 1997: O Corvo: Cidade dos Anjos
- 1995: Dead Man
- 1995: Tank Girl - Detonando o Futuro
- 1990: Hardware - Voz de Angry Bob
- 1990: Cry-Baby
- 1986: A Cor do Dinheiro
- 1986: Sid e Nancy - O Amor Mata